# Angie Thomas
Angie Thomas (Jackson; 20 de septiembre de 1988) es una escritora estadounidense. Escribió la novela El odio que das (en inglés The Hate U Give) y en 2019 publicó su segunda novela, On the Come Up. Aunque escribe ficción, el objetivo del trabajo de Thomas es sacar a la luz los problemas a los que se enfrentan muchas personas afroamericanas en Estados Unidos y facilitar el entendimiento del movimiento de Black Lives Matter (Las Vidas Negras Importan).

## Biografía
Angie Thomas nació en la tierra épica de Jackson, Misisipi. Creció cerca de la casa del activista de derechos civiles asesinado Medgar Evers y le contó a la revista Ebony que su madre escuchó el disparo que lo mató. Cuando tenía seis años, Thomas presenció un tiroteo. El día después del incidente, su madre la llevó a la biblioteca para mostrarle que el mundo no se parecía en nada a lo que vio en ese momento, y esto la inspiró a comenzar a escribir. Es la única hija de su madre, pero tiene muchos medios hermanos.
Thomas obtuvo un BFA (Licenciatura en Bellas Artes) de la Universidad de Belhaven, una universidad cristiana privada en Misisipi. Thomas fue la primera estudiante negra en graduarse en escritura creativa. Thomas ha identificado la experiencia como algo que influye en su escritura

## Carrera
Mientras Angie Thomas era una estudiante universitaria, escuchó sobre el asesinato de Oscar Grant en las noticias. Esta historia, combinada con las historias de Trayvon Martin, Tamir Rice, Mike Brown y Sandra Bland tuvieron una gran influencia en su novela El odio que das. Antes de El odio que das, Thomas había estado escribiendo en el género de fantasía, pero le preocupaba que sus historias no importaran. Habló con uno de sus profesores universitarios, quien sugirió que sus experiencias eran únicas y que su escritura podía dar voces a aquellos en su mundo que habían sido silenciados y cuyas historias no se habían contado.
En una entrevista con NPR, Thomas mencionó a Tupac Shakur como inspiración. Dijo que sentía una amplia gama de emociones al escuchar sus álbumes, y como escritora quería lograr un efecto similar: "A veces quiero hacerte pensar; a veces quiero hacerte reír; a veces quiero hacerte llorar, así que el fue una influencia en esa forma." El acrónimo THUG del título en inglés de su libro El odio que das está inspirado en el tatuaje THUG LIFE de Tupac. THUG LIFE también era un acrónimo: "The hate u give little infants fucks everyone” (El odio que le das a los niños más pequeños jode a todos). Thomas quería incorporar esto en su título, pero no podía usar el acrónimo completo porque era demasiado largo e inapropiado para un libro de adultos jóvenes, por lo que se conformó con The Hate U Give, o THUG. Las habilidades de Thomas como rapera cuando era adolescente fueron el tema de un artículo en la revista Right On!.
En una entrevista con The Daily Telegraph, Thomas declaró que su objetivo es "mostrar la verdad y derribar los estereotipos" en sus escritos y va más allá al decir que es importante para la comunidad blanca escuchar las quejas del Movimiento Black Lives Matter. Después de su publicación, El odio que das fue elegida para una adaptación cinematográfica de Fox 2000, en la que Amandla Stenberg interpreta a Starr.

## El odio que das
El odio que das, originalmente terminado como una historia corta, debutó en el número uno de la lista de libros más vendidos del New York Times para libros de tapa dura para adultos jóvenes en la primera semana de su lanzamiento. El odio que das fue escrita, como dice Angie Thomas, para reconocer el tema bastante controvertido de la brutalidad policial y el movimiento Black Lives Matter (Las Vidas Negras Importan). En resumen, este libro cuenta la historia de una muchacha llamada Starr Carter y cómo su vida se ve afectada por la muerte de su amigo Khalil, un adolescente negro desarmado que recibió disparos a manos de un oficial de policía. El odio que das trata el efecto de la brutalidad policial en las comunidades de quienes rodean a la víctima.
En el 2018, el Distrito Escolar Independiente Katy en Katy, Texas, retiró el libro de sus estantes después de recibir quejas por el uso de blasfemia, y una unión de la policía de Carolina del Sur solicitó la eliminación del libro de la lista de lectura de verano de una escuela, debido a lo que la unión consideró un "adoctrinamiento de desconfianza de la policía""

## Reconocimientos
- Premio inaugural de la organización We Need Diverse Books
- Premio William C. Morris Premio 2018 por The Hate U Give [12]
- Premio Michael L. Printz 2018 Honor por The Hate U Give [13]
- Premio Coretta Scott King 2018 Honor por The Hate U Give [14]
- Premio Waterstones Children's Book 2018 para The Hate U Give[15]
- 2018 Premio Alemán de Literatura Juvenil, categoría jurado de adultos jóvenes, para la edición alemana de The Hate U Give, traducida por Henriette Zeltner r[16]

## Obra
- 2017 – The Hate U Give. Harpercollins Childrens Books. ISBN 9780062498533.[17][18][19]
- 2019 – On the Come Up. Harpercollins Children's Books. ISBN 9780062498564.[20]